# Himbeere
Die Himbeere (Rubus idaeus) ist eine Pflanzenart aus der Gattung Rubus innerhalb der Familie der Rosengewächse (Rosaceae). Die vielfältige Nutzung durch den Menschen spiegelt sich in zahlreichen regionalen Volksbezeichnungen wider.

## Beschreibung

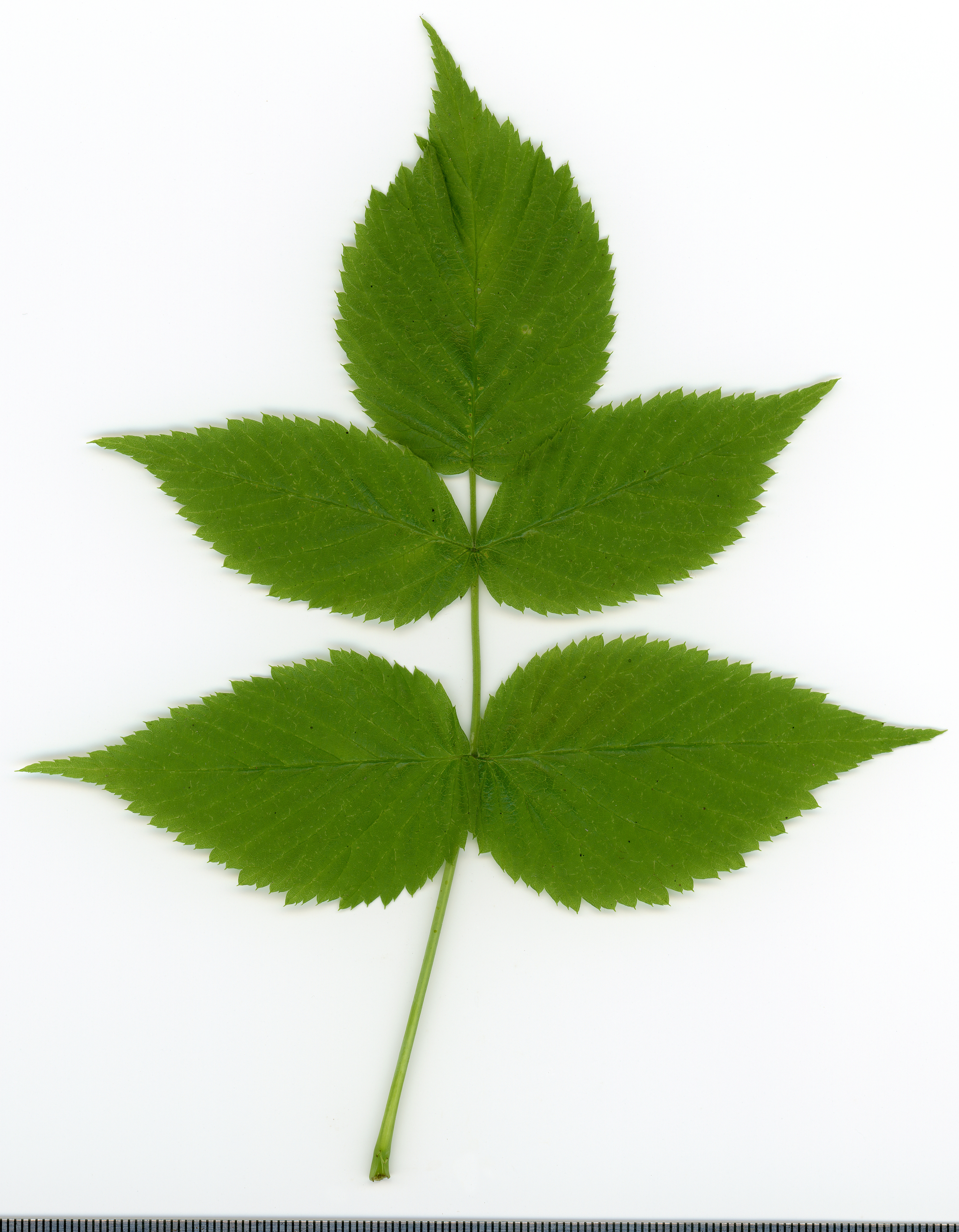
Unpaarig gefiedertes Laubblatt mit grüner Blattoberseite

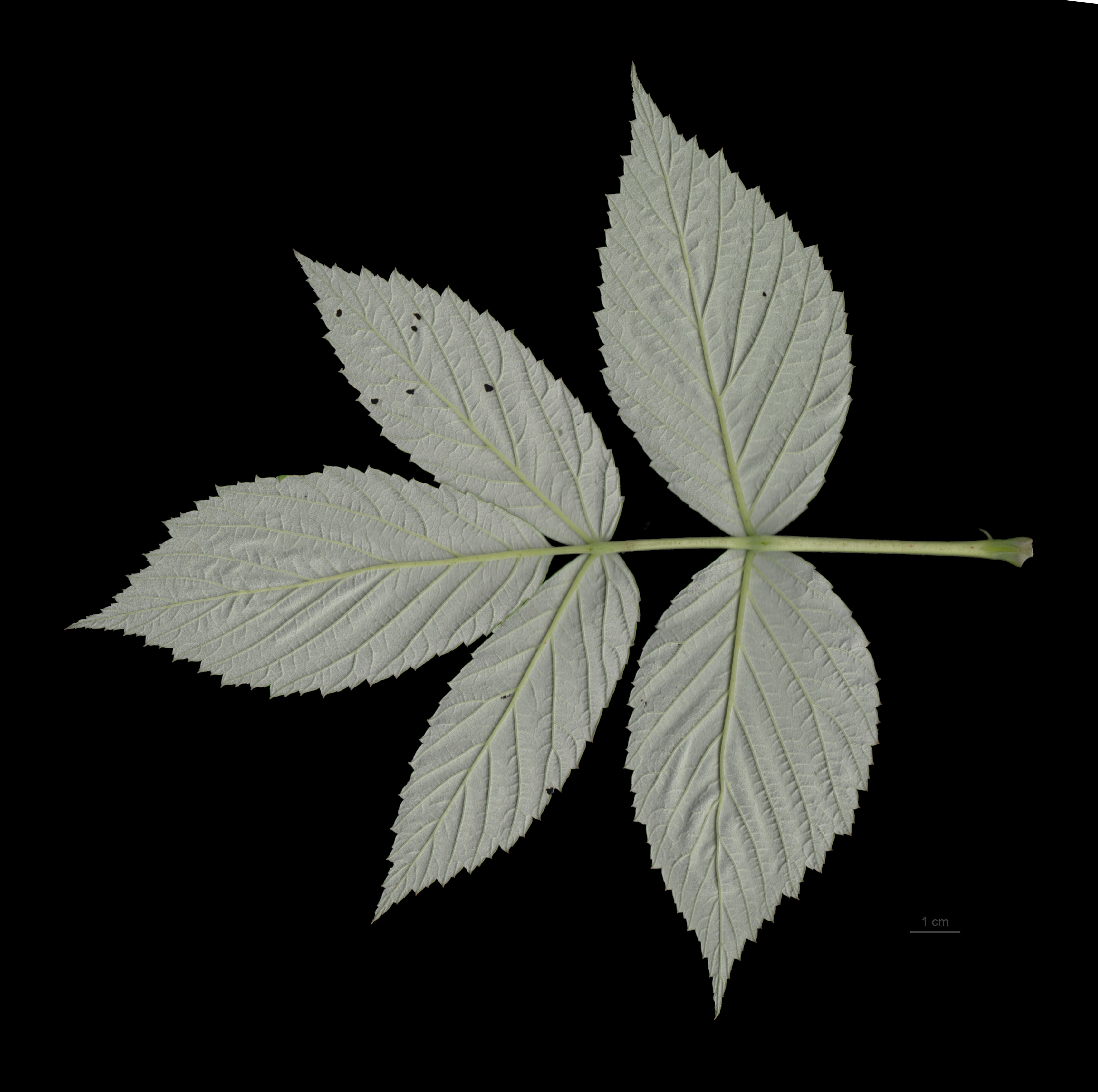
Unpaarig gefiedertes Laubblatt mit weißer Blattunterseite der Sorte ‘Aroma Queen’

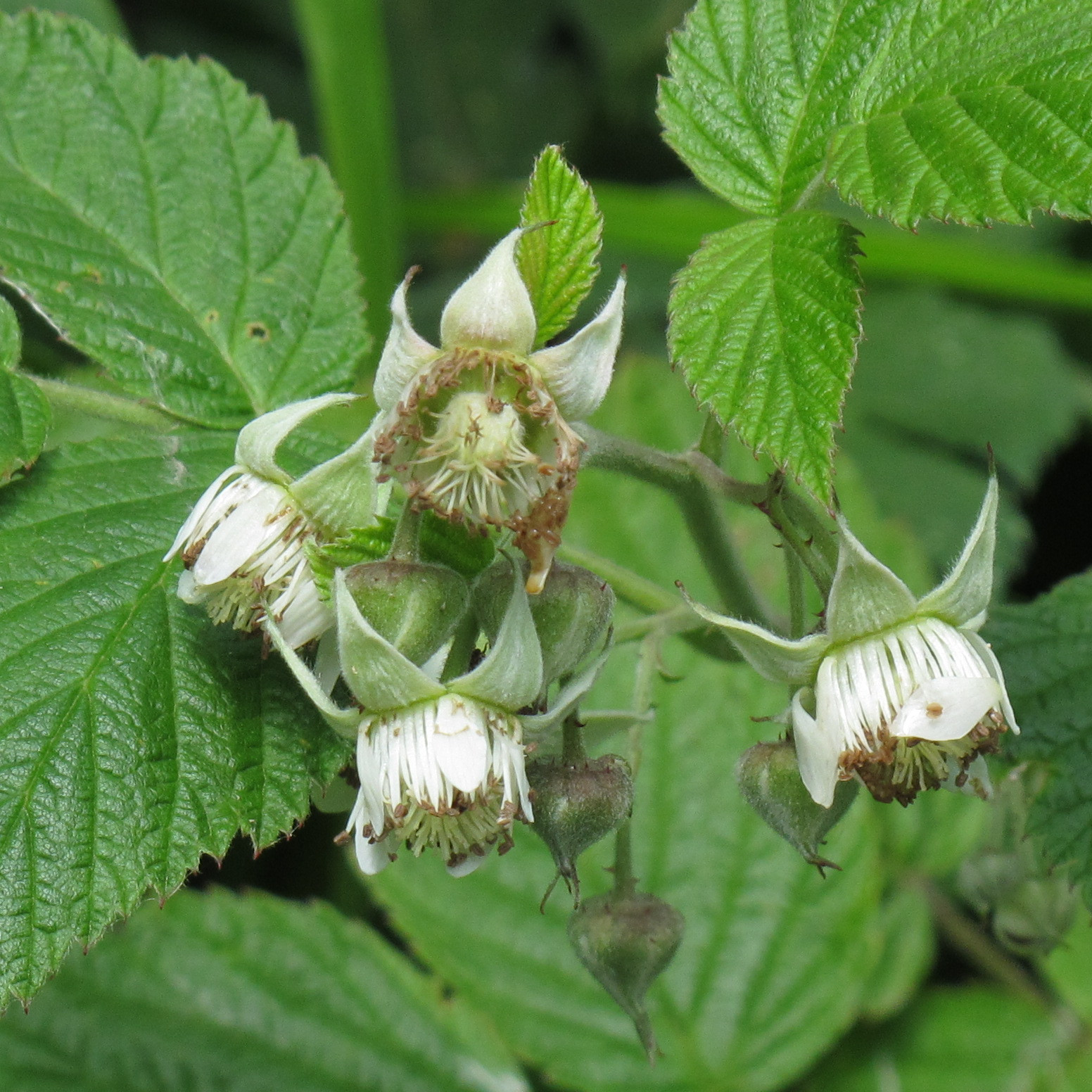
Blütenstand mit gestielten Blütenknospen und Blüten

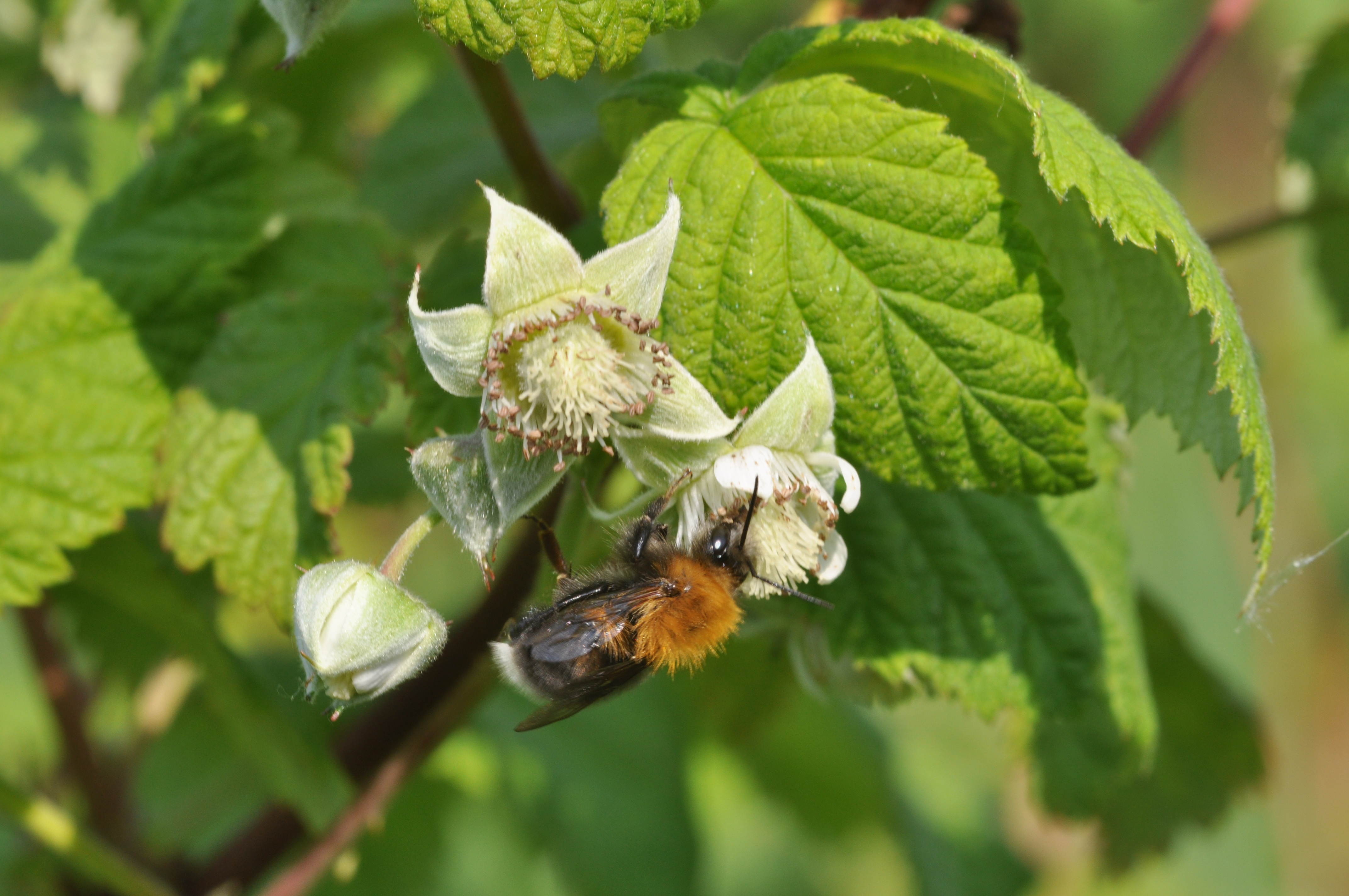
Blüten und Blütenbesucher

### Vegetative Merkmale
Die Art Rubus idaeus und ihre Sorten wachsen als sommergrüne, bewehrte oder unbewehrte Sträucher oder sogenannte Scheinsträucher und erreicht Wuchshöhen von meist 1 bis 1,5 (0,5 bis zu 3) Metern. Die fast aufrechten bis überhängenden, im Querschnitt runden, also bleistiftförmigen Sprossachsen sind meist zweijährig. Hauptsächlich im unteren Bereich ist die Sprossachse oft zerstreut bis dicht mit feinen, kurzen, zarten, bis zu 2 Millimeter langen, dunkelvioletten, aufrechten Stacheln besetzt; sie sind an ihrer Basis 1 bis 4 Millimeter breit. An den Sprossachsen können auch Borsten vorhanden sein. Die Rinde der Sprossachsen ist gelblich-braun braun bis rötlich-braun, zuerst blau bereift, anfangs spärlich wollig, nicht drüsig, behaart und später mehr oder weniger kahl. An den Sprossachsen können Trichome vorhanden sein, manchmal sind diese gestielt drüsig oder die Sprossachsen verkahlen.
Die wechselständig an den Sprossachsen angeordneten Laubblätter sind in Blattstiel und -spreite gegliedert. Der 3 bis 6 Zentimeter lange Blattstiel kann behaart und bestachelt sein. Die unpaarig gefiederten Blattspreiten bestehen aus meist drei, an jungen Pflanzenteilen fünf oder selten sieben Fiederblätter. Die Fiederblätter sind unterseits auffallend dicht weißfilzig, oberseits sind sie kahl bis fein behaart. Die mehr oder weniger sitzenden seitlichen Fiederblätter sind eiförmigen bis elliptisch mit zugespitztem oberen Ende und gesägtem oder doppelt gezähntem Rand. Das etwa 1 Zentimeter lang gestielte Endfiederblatt ist 7 bis 15 Zentimetern 4 bis 11 Zentimetern eiförmig bis lanzettlich mit gerundeter bis herzförmiger Basis sowie spitzem bis zugespitztem oberen Ende und einfach oder doppelt gesägtem Rand. Die Blattunterseite ist unbewehrt oder bestachelt und dicht weiß wollig behaart; die Trichome können drüsig sein. Die Blattoberseite ist grün und kahl. An der wollig behaarten Blattrhachis können wenige, winzige Stacheln vorkommen. Die flaumig behaahrten Nebenblätter sind bei einer Länge von 5 bis 10 Millimetern linealisch bis fadenförmig.

### Generative Merkmale
In endständigen behaarten, stacheligen, beblätterten, traubigen bis rispigen Blütenständen befinden sich meist drei bis vier (ein bis zwanzig) oder manchmal zusätzlich wenige Blüten in Gruppen in den Blattachseln angeordnet. Die kahlen bis spärlich flaumig behaarten, wobei die Trichome drüsig sein können, Blütenstiele sind 1 bis 2 Zentimeter lang und unbewehrt oder es sind einige hakenförmige Stacheln vorhanden.
Die unscheinbaren, zwittrigen Blüten sind radiärsymmetrisch und fünfzählig mit doppelter Blütenhülle. Der flache Blütenboden ist im Zentrum leicht gewölbt. Die fünf innen dicht filzig behaarten Kelchblätter sind länglich-eiförmig mit zugespitzten oberen Ende und nach der Anthese zurückgeschlagen. Die Kronblätter sind kürzer als Kelchblätter. Die fünf freien, unscheinbaren, aufrechten, grünlich-weißen oder weißen bis rosafarbenen, flaumig behaarten oder kahlen Kronblätter sind bei einer Länge von 5 bis 10 Millimetern schmal-oval oder verkehrt-eiförmig bis spatelförmig und kurz sowie breit genagelt; sie fallen früh ab. Die vielen, relativ kurzen Staubblätter sind frei und fertil. Die Staubfäden sind fadenförmig oder an ihrer Basis etwas verbreitert sowie abgeflacht. Es sind einige freie und oberständige, einkammerige Fruchtblätter vorhanden, die filzig oder flaumig grau behaart sind. Die schlanken Griffeln sind kürzer als die Staubblätter. Es ist ein Diskus vorhanden.
Unter jeder Sammelfrucht befinden sich die beständigen Kelchblätter, die während der Fruchtzeit zurückgeschlagen sind. Die bei Reife roten oder orangefarbenen, bei Zuchtformen auch beispielsweise gelben oder schwarzen, weichen Früchte sind, anders als der Trivialname Himbeere suggeriert, botanisch gesehen keine Beeren, sondern Sammelsteinfrüchte. Die einzelnen Steinfrüchte bilden sich aus den einzelnen Fruchtblättern. Die Sammelsteinfrucht ist bei einem Durchmesser von meist 1 bis 1,8 (0,5 bis 2) Zentimetern mehr oder weniger kugelig bis konisch und dicht flaumig behaart. Anders als bei der Brombeere ist die Frucht nur lose an den gewölbten, kegelförmigen Blütenboden gebunden und kann leicht abgezogen werden. Die Sammelsteinfrüchte bestehen aus 10 bis 60 zusammenhängenden, einsamigen Steinfrüchten. Die hellbraunen Steinkerne sind nierenförmig und texturiert.

### Chromosomensatz
Die Chromosomengrundzahl beträgt x = 7; es liegt Diploidie mit einer Chromosomenzahl von 2n = 14 vor.

## Ökologie und Phänologie

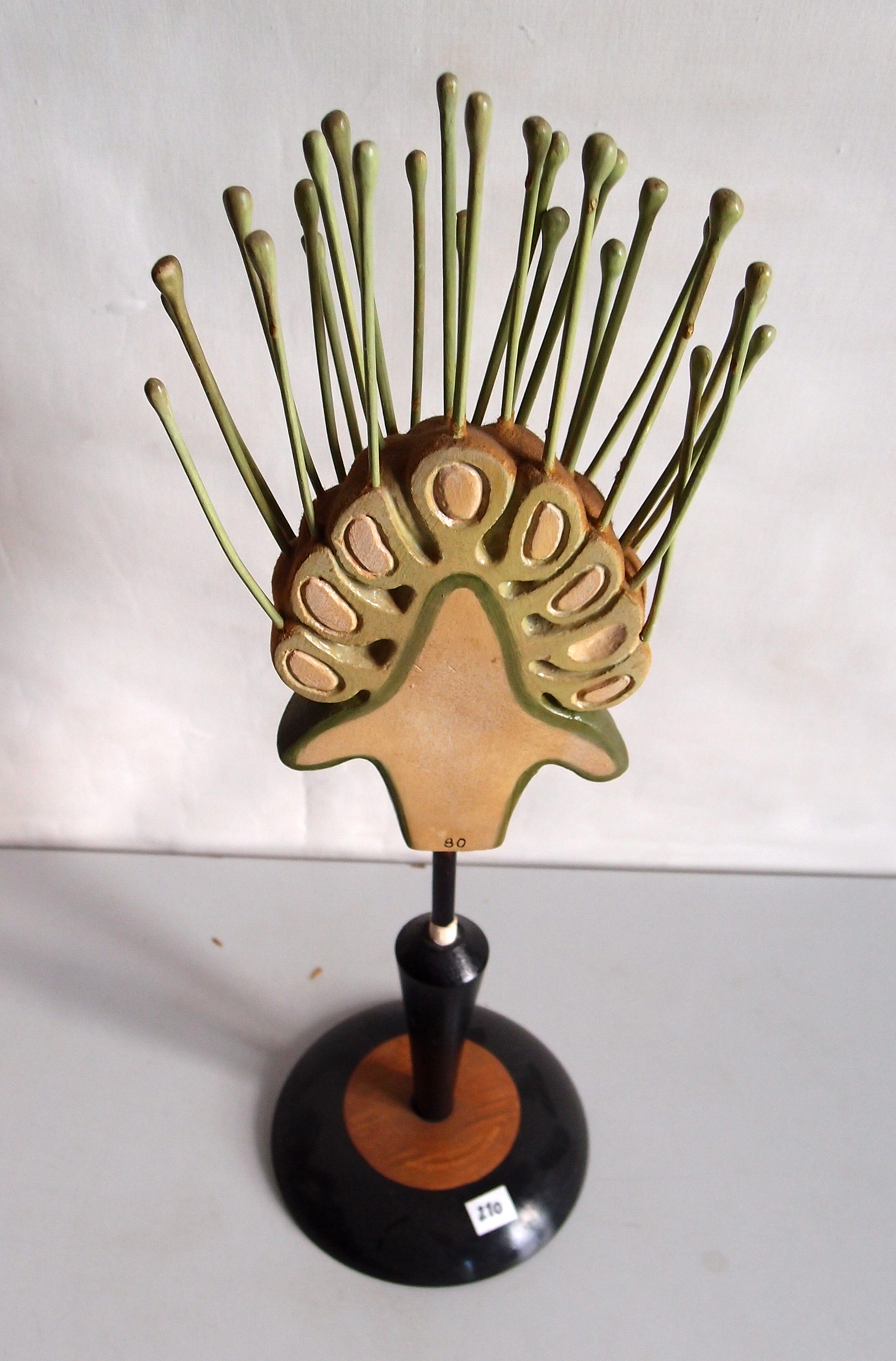
Längsschnittsmodell einer Himbeere, Botanisches Museum Greifswald

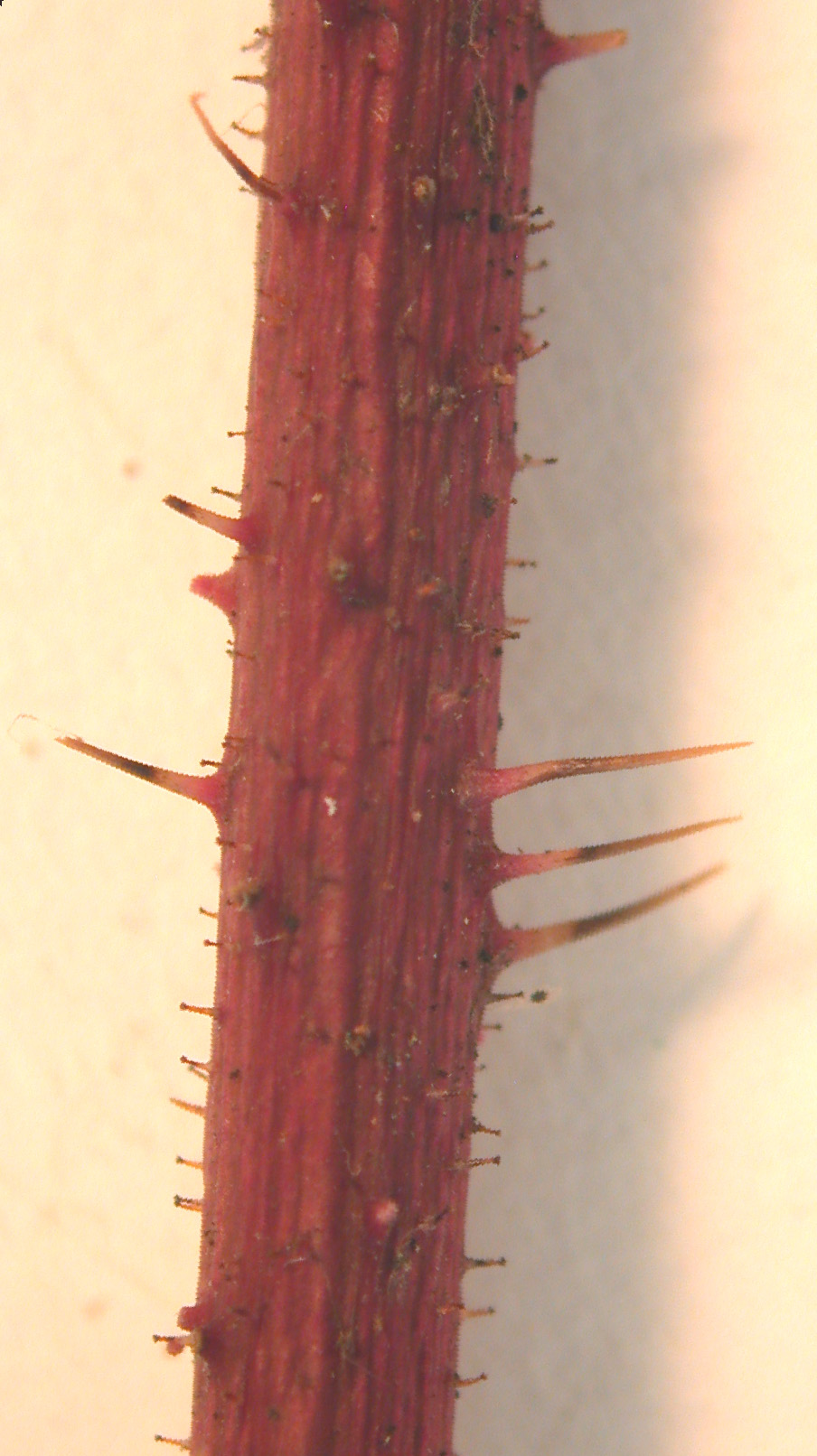
Sprossachse mit Stacheln

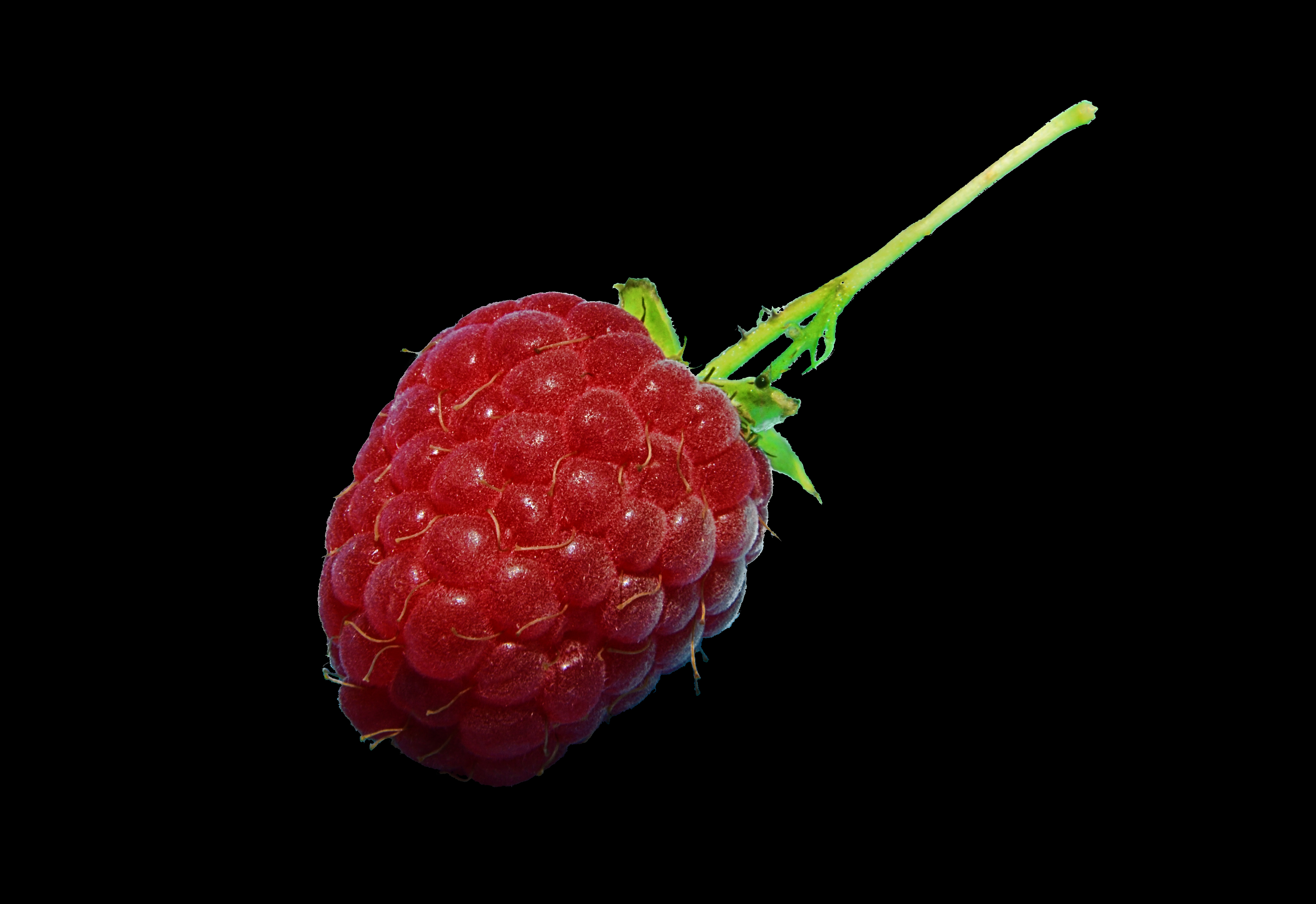
Himbeere

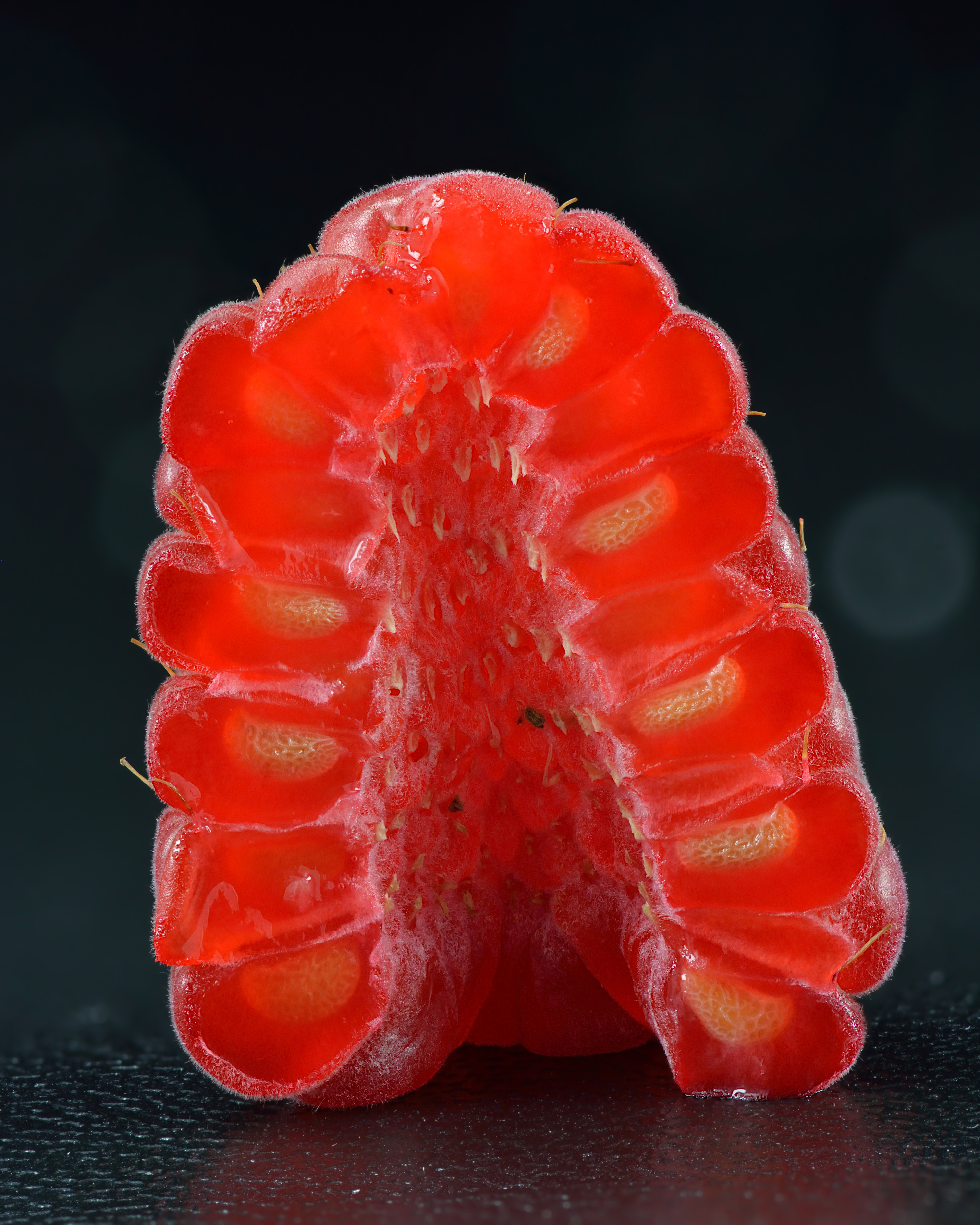
Querschnitt; man sieht die Steinkerne in den Steinfrüchten

Bei Rubus idaeus handelt es sich um einen plurienn-pollakanthen, mesomorphen Pseudophanerophyten. Rubus idaeus ist ein sommergrüner Scheinstrauch. Die aufrechten Sprossachsen werden alljährlich aus dem überwinternden Rhizom neu gebildet. Bei der Himbeere ist vegetative Vermehrung durch unterirdische Kriechsprosse (Wurzelsprosse) möglich. Dadurch ist die Himbeere eine typische Kahlschlagpflanze, die sich auch in Gärten sehr invasiv ausbreiten und so zum „Unkraut“ werden kann. Sie blühen und fruchten im zweiten Jahr (selten bei einigen Kultursorten schon im ersten Jahr) und sterben nach der Fruchtreife ab. Im Gegensatz zu Brombeeren bewurzeln sich die Sprossachsen nicht am oberen Ende. Die dünnen, weichen Stacheln dienen nicht dem Klettern.

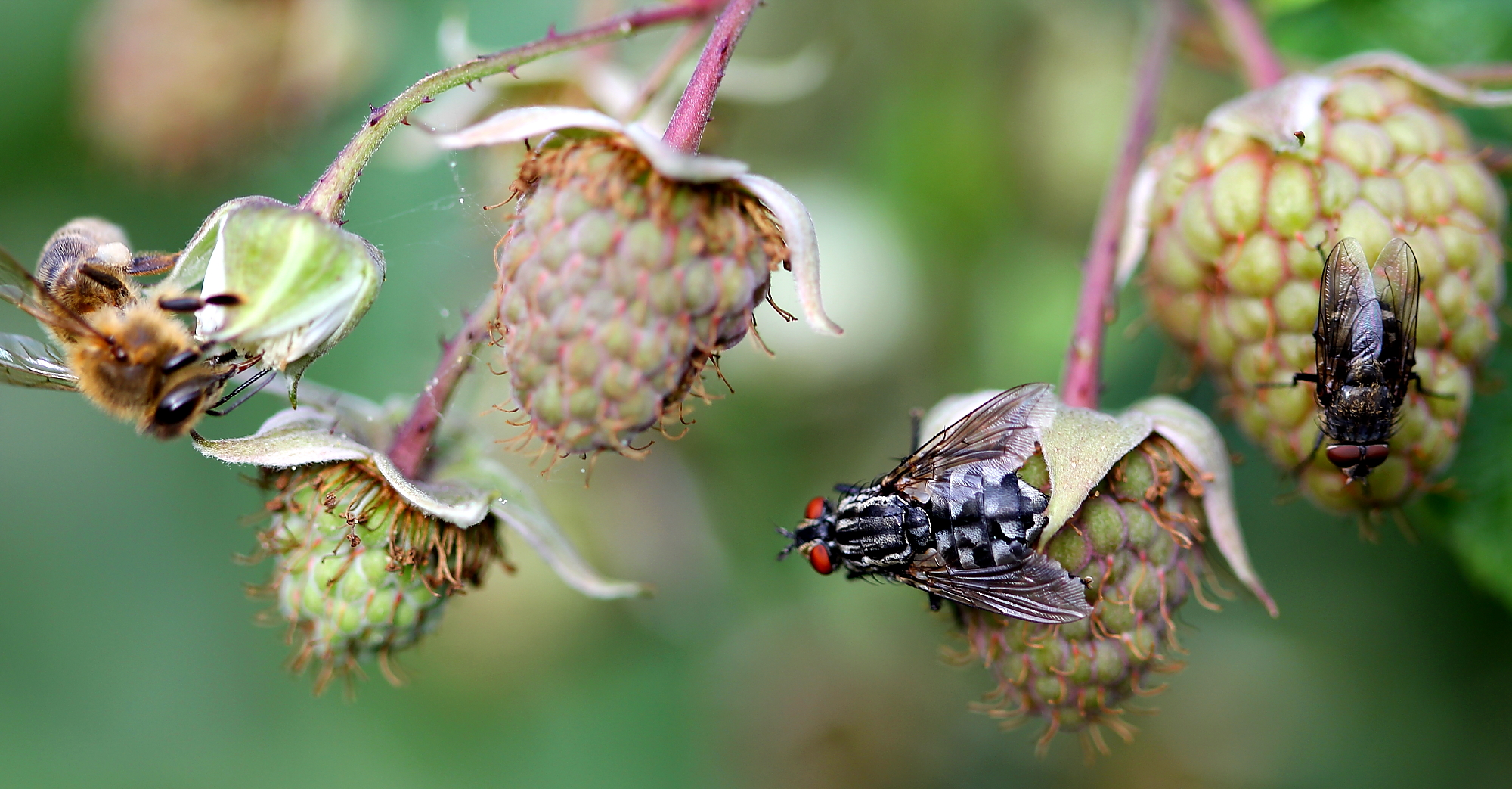
Die Blüten und reifenden Früchte werden von verschiedenen Insekten besucht

Die Blütezeit reicht von Mai bis Juni, bis Juli oder sogar bis August. Es findet normale sexuelle Vermehrung statt. Blütenökologisch handelt es sich um Scheibenblumen mit völlig verborgenem Honig im Zentrum der Blüte. Die Blüten sind homogam, dabei sind die männlichen und weiblichen Blütenorgane gleichzeitig fertil. Die duftlosen Blüten bieten als Belohnung für Bestäuber reichlich Pollen und Nektar an. Der Nektar enthält 46 % Zucker. Blütenbesucher sind häufig Bienen aller Art (Bienenweide) sowie Schmetterlinge.
Rubus idaeus ist xenogam, Fremdbefruchtung ist erforderlich. Es ist gametophytische Selbstinkompatibilität vorhanden, bei der zwar alle Pollenkörner auf der Narbe keimen, das Wachstum des Pollenschlauchs stoppt aber im Griffel, wenn das im haploiden Pollen exprimierte Allel einem der Allele im Griffel gleicht. Selbstbefruchtung und Samenansatz wird also durch einen genetisch festgelegten Mechanismus verhindert. Bei einer Blüte sind viele freie Fruchtblätter (chorikarpes Gynözeum) vorhanden.
Fruchtreife erfolgt von Juni bis September. Je nach Sorte können Himbeeren von Juni an bis zu den ersten Frösten im Spätherbst geerntet werden. Die Sammelsteinfrüchte lösen sich im Unterschied zu anderen Arten der Gattung Rubus leicht vom Blütenboden ab. Die Sammelsteinfrucht besteht aus vielen Steinfrüchten. Die Diasporen sind die einzelnen Steinfrüchte. Die Ausbreitung der Diasporen erfolgt nach Schlucken und Passage des Verdauungstraktes (Endochorie). So ist eine Verdauungsausbreitung durch größere und kleinere Säugetiere und durch Vögel möglich. Als Nutzpflanze wird die Himbeere auch durch den Menschen ausgebreitet. Die Hauptgeruchskomponente der Himbeere ist das Himbeerketon.
Die Himbeere „beherbergt“ ähnlich wie Schlehe und Brombeere 54 Arten von Schmetterlingsraupen.

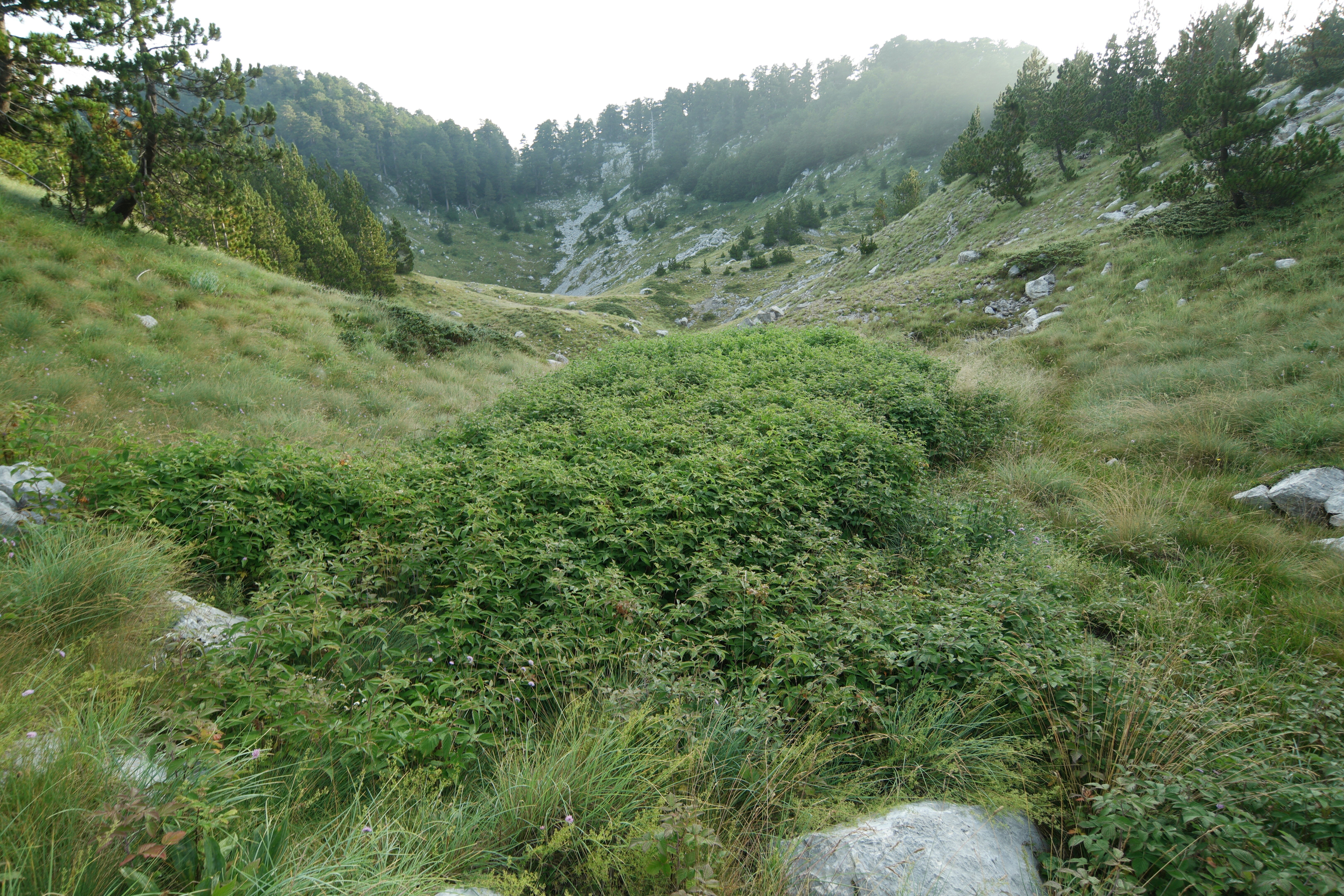
In der subalpinen Stufe der subadriatischen Dinariden wachsen Himbeeren truppweise in schneebeeinflussten Vertiefungen oberhalb der Waldgrenze; hier im Opuvani do in der Bijela gora auf 1600 Meter.

## Vorkommen
Die wilde Himbeere ist im gemäßigten bis borealen Europa und Westsibirien weit verbreitet. In der mediterranen Zone wird sie nach Süden hin zunehmend seltener und ist an die montanen bis subalpinen Höhenstufe der Gebirge gebunden. In den Alpen steigt sie bis in eine Höhenlage von etwa 2000 Metern, beispielsweise in den Allgäuer Alpen am Walmendinger Horn bis 1930 Meter. Im Kanton Wallis erreicht sie sogar eine Höhenlage von etwa 2200 Meter und in Graubünden 2350 Meter.
Eingebürgerte Vorkommen gibt es im östlichen Nordamerika, in Grönland und in Neuseeland.
Rubus idaeus tritt als Waldpionier auf Kahlflächen auf. Sie gedeiht am besten auf kali- und nitratreichen Böden an sonnigen bis halbschattigen Standorten, zum Beispiel auf Waldlichtungen und an Waldrändern mit hoher Luftfeuchtigkeit sowie kühlen Sommertemperaturen. Rubus idaeus verträgt keine Staunässe, da sie empfindlich gegenüber Wurzelkrankheiten sind.
Die ökologischen Zeigerwerte nach Landolt et al. 2010 sind in der Schweiz: Feuchtezahl F = 3w (mäßig feucht aber mäßig wechselnd), Lichtzahl L = 3 (halbschattig), Reaktionszahl R = 3 (schwach sauer bis neutral), Temperaturzahl T = 3 (montan), Nährstoffzahl N = 4 (nährstoffreich), Kontinentalitätszahl K = 3 (subozeanisch bis subkontinental).
Pflanzensoziologisch ist Rubus idaeus in Mitteleuropa eine Charakterart des Rubetum idaei aus dem Verband Sambuco-Salicion.

## Systematik
Die Erstveröffentlichung von Rubus idaeus erfolgte 1753 durch Carl von Linné in Species Plantarum, Tomus I, S. 492. Das Artepitheton idaeus leitet sich vom Wort ide für „Waldung“ ab. Als Lectotypusmaterial wurde LINN-653.1 durch Chater et al. in Edees und Newton: Brambles Brit. Isles, 18, 1988 festgelegt. Synonyme für Rubus idaeus L. sind: Batidaea idaea (L.) Greene, Rubus frambaesianus Lam. nom. illeg., Rubus fragrans Salisb. nom. illeg. non Rubus fragrans (Focke) Gand.
Je nach Autor gibt es Rubus idaeus wenige Unterarten:
- Rubus idaeus var. glabratus T.T.Yu & L.T.Lu: Dieser Endemit gedeiht nur in Mischwäldern und an Straßenrändern im südlichen Teil der chinesischen Provinz Heilongjiang.[4]
- Rubus idaeus L. subsp. idaeus (Syn.: Rubus acanthoclados Borbás, Rubus buschii (Rozanova) Grossh. non Rubus bushii L.H.Bailey, Rubus chrysocarpus Hayek non Rubus chrysocarpus Cham. & Schltdl., Rubus glaber Mill., Rubus leesii Bab., Rubus obtusifolius Willd., Rubus vulgatus Rozanova, Rubus vulgatus subsp. buschii Rozanova, Rubus vulgatus Rozanova var. vulgatus, Rubus idaeus subsp. subcandicans Borbás, Rubus idaeus subsp. vulgatus Focke, Rubus idaeus var. vulgatus Arrh. nom. inval.): Sie ist in der Alten Welt in Algerien, Bulgarien, Spanien, Frankreich, Italien, Deutschland, Österreich, Liechtenstein, in der Schweiz, Bosnien und Herzegowina, Griechenland, Kroatien, Montenegro, Rumänien, Serbien, Slowenien, im Vereinigten Königreich, Irland, Dänemark, Norwegen, Schweden, Finnland, Belgien, Tschechien, Ungarn, in den Niederlanden, Polen, in der Slowakei im europäischen Teil Russlands, Estland, Litauen, Lettland, Moldawien, in der Ukraine sowie auf der Krim und in der nördlichen Türkei, in Ciskaukasien, Armenien, Aserbaidschan, Georgien, Dagestan, in Sibirien, Kasachstan, Kirgisistan, auf der japanischen Insel Hokkaidō, in der Inneren Mongolei und in den chinesischen Provinzen Hebei, südliches Heilongjiang, Jilin, Liaoning, Shanxi sowie Xinjiang weitverbreitet.[15][16][4] Sie ist in vielen Gebieten der Welt beispielsweise in Nordamerika ein Neophyt.[3]
- Rubus idaeus subsp. melanolasius Focke (Syn.: Rubus komarovii Nakai, Rubus melanolasius (Focke) Kom., Rubus sachalinensis H.Lév., Rubus sachalinensis subsp. extremiorientalis Rozanova, Rubus sachalinensis subsp. sibiricus (Kom.) Sinkova, Rubus sibiricus (Kom.) Sinkova, Rubus idaeus subsp. komarovii (Nakai) Vorosch., Rubus idaeus subsp. sachalinensis (H.Lév.) Focke, Rubus idaeus subsp. sibiricus Kom.): Sie kommt nur im europäischen Teil Russlands vor.[16]
- Rubus idaeus subsp. strigosus (Michx.) Focke (Syn.: Rubus strigosus Michx., Rubus idaeus var. strigosus (Michx.) Maxim., Rubus idaeus var. peramoenus (Greene) Fernald): Sie ist in Nordamerika im kanadischen Northwest Territories, Yukon sowie Québec, Nova Scotia, Ontario, Prince Edward Island, New Brunswick, Neufundland und Labrador, Saskatchewan, Alberta, Manitoba, British Columbia, und in den US-Bundesstaaten Alaska, Washington, Connecticut, nördlichen Indiana, Maine, Massachusetts, Michigan, New Hampshire, New Jersey, New York, Ohio, Pennsylvania, Rhode Island, Vermont, West Virginia, nördlichen Illinois, Iowa, Minnesota, Missouri, Nebraska, North Dakota, South Dakota, Wisconsin, Colorado, Idaho, Montana, östlichen Oregon, Wyoming, westlichen Maryland, westlichen North Carolina, Tennessee, westlichen Virginia, New Mexico, Arizona, östlichen Nevada sowie Utah und im mexikanischen Bundesstaat Chihuahua weitverbreitet.[15][3]

Die Art Rubus idaeus gehört zur Untergattung Idaeobatus (Focke) Focke in der Gattung Rubus.

## Namensherkunft
Der von Carl von Linné 1753 erstveröffentlichte wissenschaftliche Name Rubus idaeus lässt sich bis zum Werk De materia medica (entstanden ca. 50 bis 68 n. Chr.) von Pedanios Dioskurides zurückverfolgen, geht aber wahrscheinlich auf den griechischen Arzt Krateuas (um 100 v. Chr.) zurück. Plinius der Ältere nennt den Namen in seinem Werk Naturalis historia (ca. 77 n. Chr.) an zwei Stellen und schreibt, dass die Griechen die Pflanze „Idaeus rubus“ nannten, weil sie nur im Ida wachsen würde. Wahrscheinlich ist die Art nach dem Ida-Gebirge in der Troas benannt, weil nur dieses Gebirge im Verbreitungsgebiet der Himbeere liegt, während die Art im weiten Umkreis des auch „Ida“ genannten Psiloritis-Gebirges Kretas fehlt.
Der deutschsprachige Trivialname der Himbeere (durch Lautangleichung hervorgegangen aus der althochdeutschen Bezeichnung Hintperi) leitet sich aus der altnordischen und angelsächsischen Vokabel hind (Hirschkuh) ab, bedeutet also Beere der Hirschkuh.
Für den Begriff Himbeere gab und gibt es im Volksmund vielfältige Bezeichnungen. Häufig wurde das Wort Himbeere so abgewandelt, dass die entstandenen Formen an Begriffe wie Honig, Hummel oder Imme angelehnt sind. Ebenso entfiel des Öfteren der Konsonant H der Himbeere. Beispiele hierfür sind Imbere (Eifel), Imper (Tirol, Elsass), Himmere (Göttingen), Humbel (bergisch), Himpelbeere (Schlesien), Hindlbeer (Oberösterreich), Hummelbeer (Vorarlberg), Holbeer (bayr.-österreichisch, schwäbisch). Die schweizerischen Bezeichnungen Haarbeeri und Sidebeeri beziehen sich auf die seidige Behaarung der Blattunterseite und der Früchte. Die schweizerische Vereinigung für Vegetarismus führt auf ihrer Homepage noch die Bezeichnung Hohlbeere als Synonym an. Dies ist auch eine ältere deutschsprachige Bezeichnung, ebenso wie Katzenbeere, Grollbeere, Hexenschmierbeere, Mollbeere oder Ambas etc.

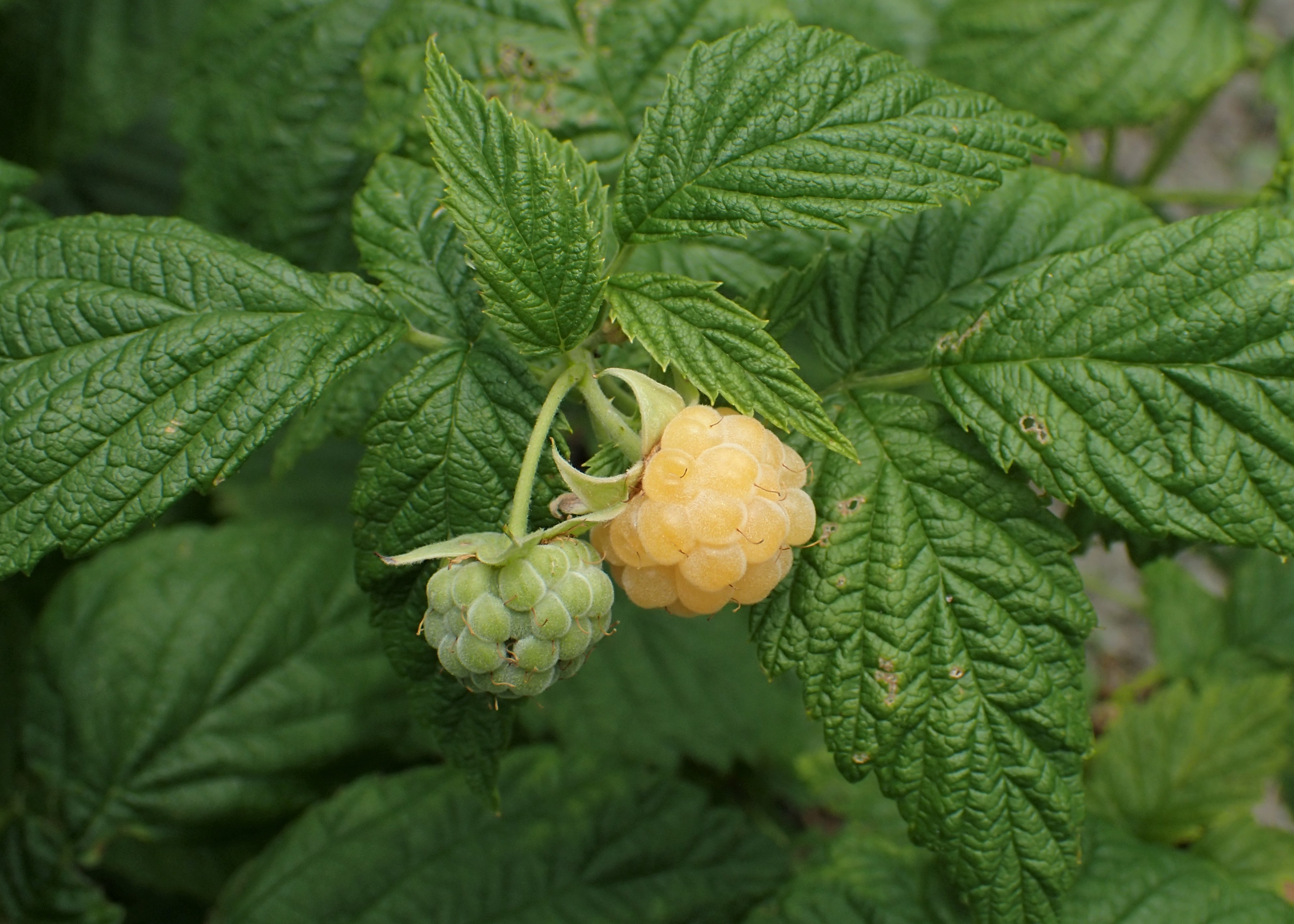
Die Sorte ‘Poranna Rosa’

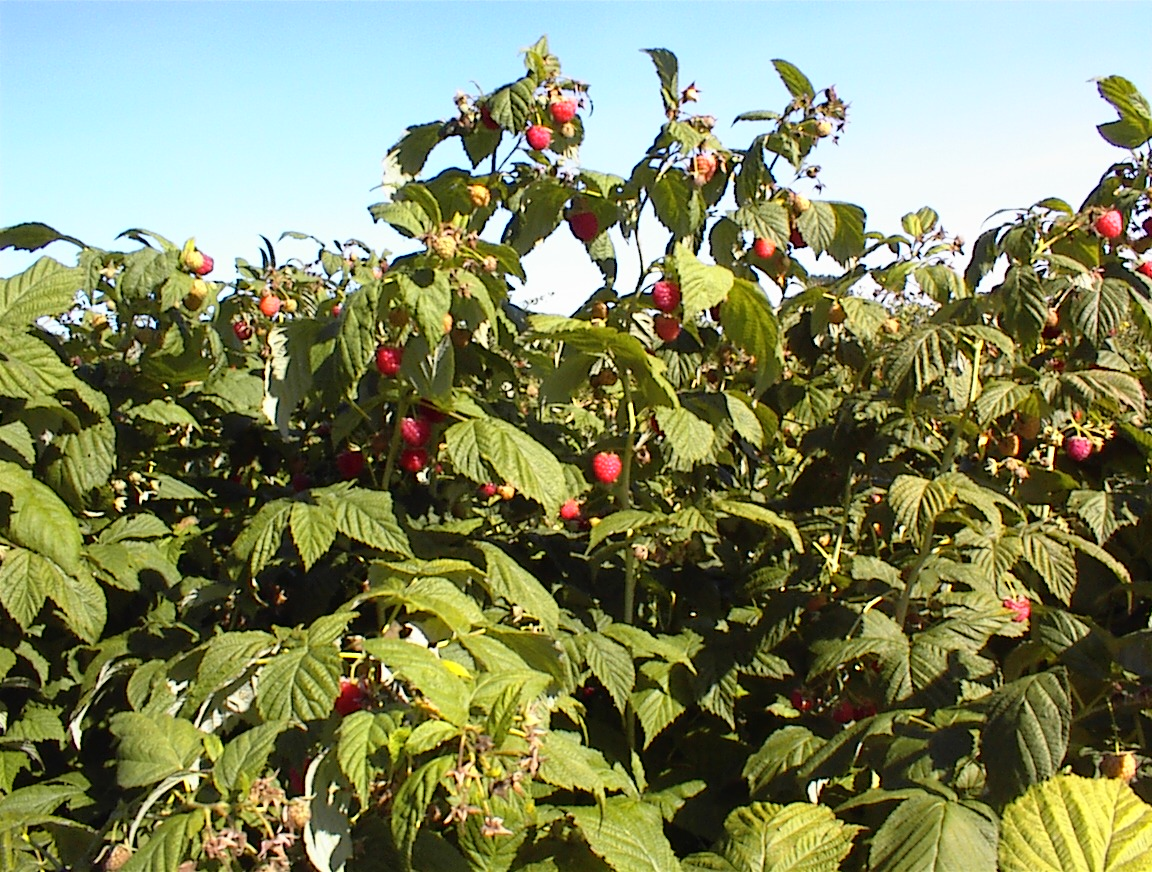
Pflückreife Himbeeren in einer Plantage

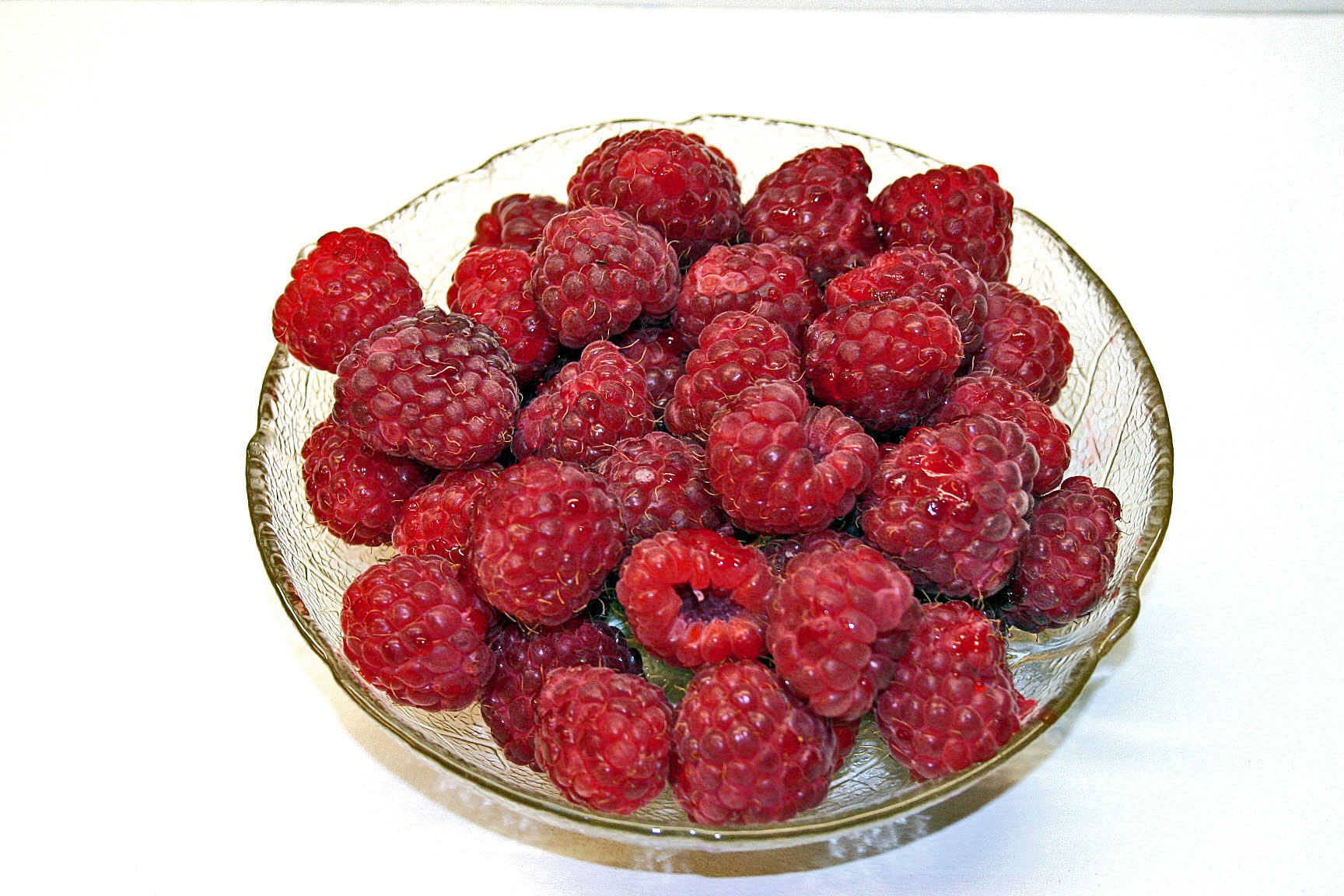
Geerntete Himbeerfrüchte

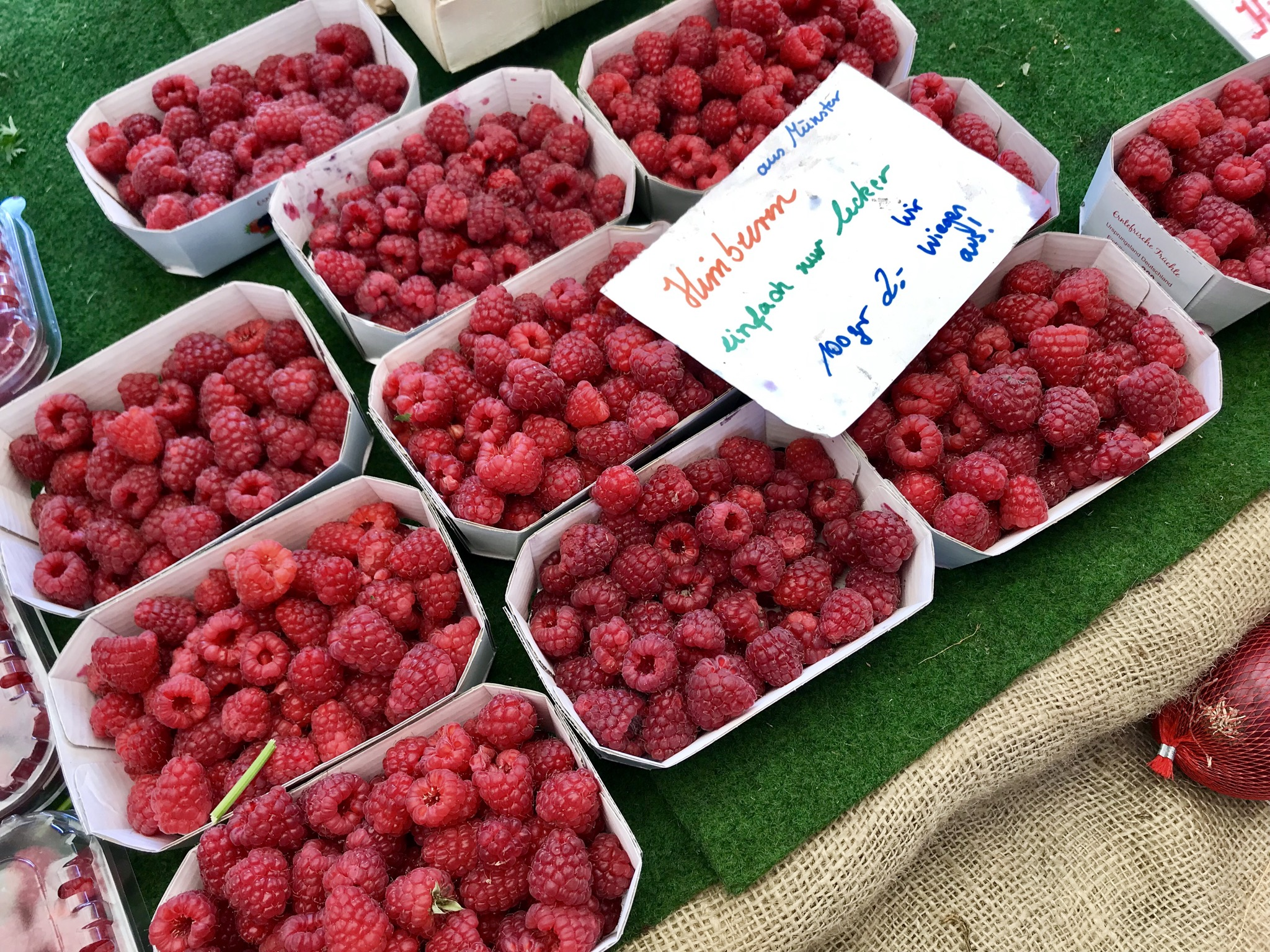
Himbeere auf dem Wochenmarkt

## Verwendung

### Geschichte
Die Himbeere ist bereits seit dem Altertum als Heilpflanze bekannt. Der Gehalt an Vitamin C, Kalium und Fruchtsäuren soll die Abwehrkräfte und die Wundheilung fördern. Im Mittelalter wurde sie vor allem in Klöstern kultiviert. Bereits im Jahre 1601 hat Clusius zwischen roten und gelben Arten unterschieden.

### Sorten
Grundsätzlich wird bei der Himbeere zwischen zwei Sorten-Typen unterschieden: Sommerhimbeeren und Herbsthimbeeren (remontierende Sorten). Remontierende Sorten fruchten mehrmals jährlich. Meist werden – aus betriebstechnischen Gründen – bei Herbsthimbeeren nach der Ernte alle Sprossachsen abgeschnitten, was im Folgejahr zu Neutrieben und zu einer einmaligen Ernte im Herbst führt. Bei Sommerhimbeeren werden die Neutriebe belassen und so eine Ernte Ende Juni/Anfang August herbeigeführt. Wichtige Himbeersorten sind beispielsweise:
- ‘Tulameen’: sehr aromatische Sorte, groß, nach unten hin spitz zulaufend, Probleme mit Neutriebbildung, anfällig für die Pilzkrankheit „Phytophthora“
- ‘Glen Ample’: früh, groß
- ‘Himbotop’: Herbsthimbeere, Schweizer Züchtung, groß, feste Früchte, sehr stark wachsend
- ‘Autumn Bliss’: Herbsthimbeere, Reife Anfang August, aromatisch, resistent gegen Wurzelkrankheiten
- ‘Polka’: Herbsthimbeere, aromatisch, groß, Reife Mitte August
- ‘Schönemann’: spät reifende deutsche Sorte mit länglichen, festen, etwas sauren Früchten
- ‘Zefa’: Herbsternte, feste Früchte
- ‘Lloyd George’: alte Sorte, dunkelrote Früchte

### Anbau
Da die Samen bei der Himbeere nicht innerhalb einer festgelegten Periode keimen, wird im Gartenbau eine Keimbeschleunigung angewandt.
Einmaltragende Himbeer-Sorten (Sommerhimbeeren) werden meist entlang eines Drahtrahmens gezogen. Dabei werden etwa zehn Fruchtruten pro Laufmeter belassen und am Draht angebunden. Während und nach der Fruchtreife wachsen aus den Wurzeln neue Ruten nach. Der Schnitt von Sommerhimbeerkulturen erfolgt direkt nach der Ernte. Dabei werden die abgetragenen Ruten bodeneben abgeschnitten und die Neutriebe aufgebunden. Remontierende Himbeeren (Herbsthimbeeren) werden nach der Ernte (November) bodeneben abgeschnitten. Im Frühjahr bilden sich neue Fruchtruten, welche wiederum im Herbst fruchten. Werden die abgetragenen Ruten über den Winter belassen, ist auch ein kleiner Frühertrag (Juni) möglich. Dieser sollte jedoch drei Wochen nach Erntebeginn abgebrochen werden, um den Spätertrag nicht zu gefährden. Himbeeren benötigen gleichmäßige Nährstoffversorgung bei ausreichender Wasserversorgung. Es wird empfohlen, die Pflanzreihe mit Mulchmaterial wie Stroh oder Rindenkompost abzudecken.
Im Jahr 2024 wurden deutschlandweit in landwirtschaftlichen Betrieben insgesamt knapp 7000 Tonnen Himbeeren auf einer Anbaufläche von 382 Hektar im Freiland und 454 Hektar unter hohen begehbaren Schutzabdeckungen einschließlich Gewächshäusern geerntet. Das entspricht im Mittel einem Ertrag von 8,3 Tonnen je Hektar, wobei der Ertrag je Hektar im Freiland deutlich geringer ist.
Im Jahr 2020 wurden in der Schweiz auf 171 Hektar Himbeeren angebaut und laut einer voraussichtlichen Schätzung 2070 Tonnen (zusätzlich 80 t Bio) geerntet. Der Selbstversorgungsgrad der Schweiz lag bei 30 Prozent.

### Weltproduktion
2019 betrug die Welternte 886.539 Tonnen. Das Land mit der größten Himbeerproduktion der Welt war Russland, das 22,3 % der weltweiten Ernte produzierte. Europa war für etwa 67,9 % der Welternte verantwortlich.

### Krankheiten und Schädlinge
Die wichtigste Krankheit bei Himbeeren ist die Pilzkrankheit Phytophthora (Rote Wurzelfäule), welche zu verringerter Neutriebbildung und langfristig zum Absterben des „Stockes“ führt. Eine weitere wichtige Krankheit ist die Rutenkrankheit, die auf mehrere Erreger zurückzuführen ist. Während Phytophthora nur durch ein optimales Bodengefüge verhindert werden kann, kann die Rutenkrankheit mit Fungiziden bekämpft werden. Schädlinge an der Himbeere sind Blattläuse, Himbeergallmücken, Himbeerrutengallmücken, Himbeerkäfer, Kirschessigfliegen und Spinnmilben. Viruskrankheiten, die Zwergwuchs hervorrufen können oder zwergfrüchtige Ernten produzieren, sind ein weiteres Risiko im kommerziellen Anbau.

### Nutzung

#### Geschichte
Steinkernfunde bei Pfahlbauten aus dem Neolithikum zeigen, dass Himbeeren bereits seit der Steinzeit wichtige Obstpflanzen waren. Kultiviert wurden sie erst im 16. Jahrhundert.
Rubus idaeus ist eine wegen ihrer Früchte beliebte Nutzpflanze. Die durch ihren hohen Vitamingehalt äußerst gesunden Früchte werden häufig roh verzehrt oder beispielsweise als Marmelade, Gelee, Kompott, Saft, Kuchenbelag, Kaltschale oder Fruchtgrütze vielfältig in der Küche verwendet. Im Jahr 2011 wurden von den landwirtschaftlich geernteten Früchten 82,9 % als Tafelobst verwendet, 7,8 % als Industrie- oder Verwertungsobst. 9,2 % wurden nicht vermarktet. In der Imkerei sind Himbeeren aufgrund des hohen Zuckergehalts (36–70 %) ihres Nektars und dessen hohen Zuckerwerts (0,18–3,80 mg Zucker/Tag je Blüte) eine geschätzte Nebentracht. Die Beerenfrucht findet auch zum Aromatisieren von reinem Alkohol Verwendung. Die dabei entstehende Spirituose trägt die Bezeichnung Himbeergeist. Die Beeren reifen nach der Ernte nicht nach. Sie zählen damit zu den nichtklimakterischen Früchten.

### Nährwert/Inhaltsstoffe
Aufgrund ihres geringen Zuckergehalts enthalten Himbeeren besonders wenig Nahrungsenergie.
| Vitamine pro 100 Gramm |            |            |           |           |
| Vitamin B1             | Vitamin B2 | Vitamin B6 | Vitamin C | Vitamin E |
| 0,02 mg                | 0,05 mg    | 0,08 mg    | 25 mg     | 0,91 mg   |

| Mineralstoffe pro 100 Gramm |       |        |         |           |         |
| Zink                        | Eisen | Kalium | Calcium | Magnesium | Natrium |
| 0,4 mg                      | 1 mg  | 170 mg | 40 mg   | 30 mg     | 1,3 mg  |

Beispiel: 100 Gramm Himbeeren enthalten 1300 mg Zitronensäure, 190 mg Kalium, 40 mg Äpfelsäure und 25 mg Vitamin C.

### Verwendung als Heilpflanze
Heildrogen sind die getrockneten Himbeerblätter, Rubi idaei folium (DAC), und Himbeersirup aus den frischen Früchten zubereitet – Rubi idaei sirupus. Wirkstoffe sind in den Blättern Gerbstoffe (Gallotannine und Ellagitannine), Flavonoide und Vitamin C, in den Früchten Mineralstoffe, Vitamine, Fruchtsäuren, Farbstoff-Glykoside und Aromastoffe aus etwa 100 Komponenten.
Die Laubblätter werden in der Volksheilkunde wie die Laubblätter von Brombeeren verwendet, so aufgrund ihres Gerbstoffgehalts als Tee bei leichten Durchfallerkrankungen, zu Gurgeln bei Entzündungen im Mund- und Rachenraum, seltener auch zu Waschungen bei chronischen Hauterkrankungen. Fermentierte Himbeerblätter können an den Geschmack von Schwarzem Tee erinnern, sie sind daher häufig in Hausteemischungen enthalten. Der Sirup dient der Geschmacksverbesserung und der Färbung von Arzneimitteln, seit alters her wird er (verdünnt) gern als durstlöschendes Getränk bei Fieber gegeben.
In der Naturheilkunde finden sowohl Früchte, Laubblätter, Blüten als auch unterirdische Pflanzenteile Anwendung. Es werden beispielsweise die Himbeeren gekocht oder roh eingenommen oder die verschiedenen Pflanzenteile als Tees, Tinkturen oder Bäder angewandt.
Die Wirkung der Pflanze reicht von entzündungshemmend, blutreinigend, adstringierend bis zu beruhigend, fiebersenkend, harn- und schweißtreibend. Eingesetzt wird sie unter anderem bei geschwächtem Immunsystem, Rheuma, Halsentzündungen, Mundgeschwüren oder Verdauungsproblemen.
Himbeerblättertee kann zyklusregulierend wirken und Menstruationsbeschwerden sowie ein vorhandenes prämenstruelles Syndrom (PMS) mindern.
Als altes Hausmittel wird Himbeerblättertee zur Geburtsvorbereitung verwendet. Unter anderem soll er Wehen einleitend wirken sowie der Weitung des Gebärmutterhalses und Muttermundes dienen. Wissenschaftlich ist die Wirkung jedoch nicht erwiesen und Nebenwirkungen nur wenig erforscht.